# ۵۳۸ (خورشیدی)
۵۳۸ پانصد و سی و هشتمین سال هجری خورشیدی است.